# Mynydd Isa
Mynydd Isa is een plaats in Wales, in het bestuurlijke graafschap Flintshire en het ceremoniële behouden graafschap Clwyd.